# Oxyopes carvalhoi
Oxyopes carvalhoi är en spindelart som beskrevs av Cândido Firmino de Mello-Leitão 1947. 
Oxyopes carvalhoi ingår i släktet Oxyopes och familjen lospindlar. Inga underarter finns listade i Catalogue of Life.